# Schwebebahnunfall in Wuppertal 1999

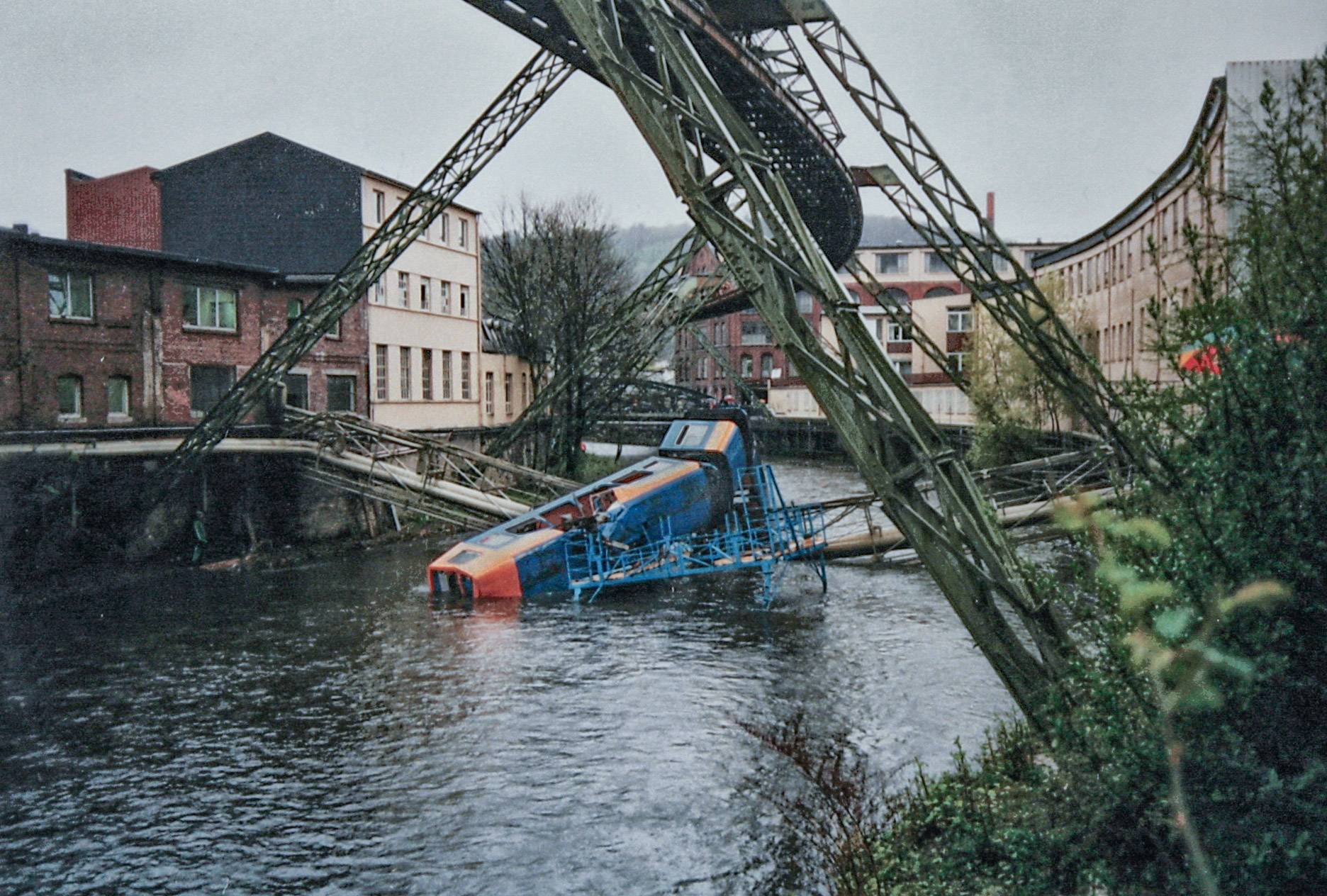
Die Unfallstelle am 12. April 1999

Der Schwebebahnunfall von Wuppertal ereignete sich am 12. April 1999 auf der Schwebebahnstrecke in der Nähe der Schwebebahnstation Robert-Daum-Platz. Bei dem Entgleisen des Wagens 4 der Baureihe 72 kamen fünf Menschen ums Leben, 47 wurden schwer verletzt. Es ist das schwerste Unglück in der Geschichte der Wuppertaler Schwebebahn und das bisher einzige mit tödlichen Folgen.

## Unfallhergang
In Wuppertal-Elberfeld fuhr das Gelenkfahrzeug bei Streckenkilometer 7 gegen 05:45 Uhr als erster Zug des Tages mit einer Geschwindigkeit von rund 30 km/h in ein vorübergehend auf der Fahrschiene am Tragegerüst angebrachtes stählernes Bauteil („Kralle“). Bei diesem Aufprall riss das erste von vier Drehgestellen vom Wagendach. Die Schwebebahn neigte sich darauf nach rechts, entgleiste und stürzte aus fast zehn Metern Höhe in die Wupper. Dabei fiel der vordere Teil des Zuges auf eine Fernwärmeleitungsbrücke, welche die Wupper an der Unglücksstelle überquerte. Das am Traggerüst zunächst zurückgebliebene abgerissene Drehgestell stürzte unmittelbar darauf auf den in der Wupper liegenden Zug und durchschlug den Wagenkasten.

## Ablauf der Rettungsmaßnahmen

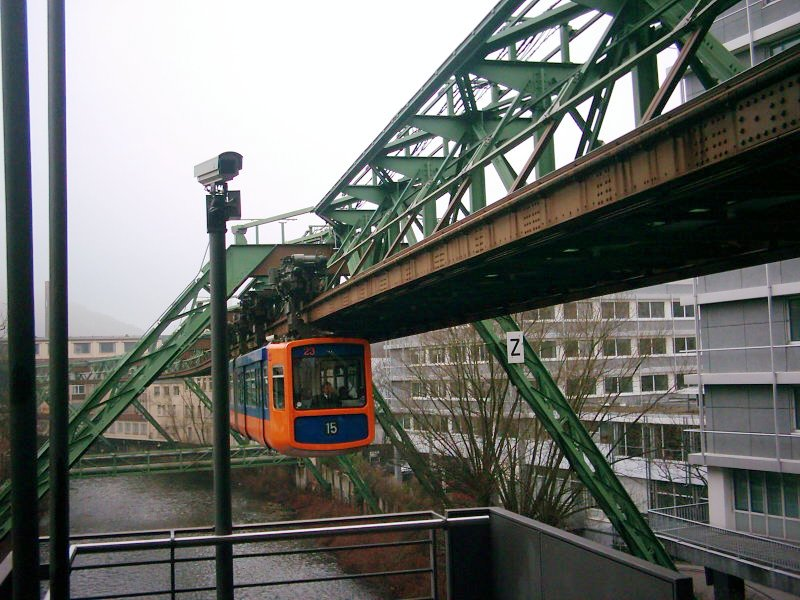
Die Unglücksstelle im Jahr 2005, zu sehen ist die Fernwärmeleitungsbrücke

Mitarbeiter der benachbarten Firma ELBA kletterten nach dem lauten Knall über ein Baugerüst in den Fluss und begannen mit der Rettung der Unfallopfer. Auch der verletzte Fahrer der Schwebebahn half sofort bei der Rettung der Fahrgäste. Ein Anwohner, der über Notruf die Polizei informierte, erntete nach eigenen Angaben zunächst Gelächter, da ein Absturz eines Zuges der Schwebebahn als undenkbar galt.
Schließlich waren mehr als 150 Helfer von Feuerwehren und Rettungsdiensten mit zwölf Notärzten im Einsatz, um die Verletzten an der nur schwer zugänglichen Stelle zu retten und medizinisch zu versorgen. Auch Pfarrer wurden als Notfallseelsorger zur Betreuung der unter Schock stehenden Menschen alarmiert. Die Verletzten wurden in zwei benachbarte Gebäude und ein Zelt gebracht, das die Feuerwehr in einer Unterführung aufgeschlagen hatte. Weitere Verletzten-Sammelstellen wurden in einer Fabrik und in einer schnell aufgebauten Zeltstadt auf einem Parkplatz eingerichtet. Aus Konferenzräumen im Erdgeschoss einer Bank wurde ein erstes Lazarett. Das nahe Ferdinand-Sauerbruch-Klinikum nahm die ersten Patienten auf. Der Robert-Daum-Platz, an dem sich die Bundesstraße 7 und die Landesstraße 427 kreuzen, wurde zum Landeplatz für drei Rettungshubschrauber.
Im Städtischen Klinikum Barmen wurden alle Routine-Operationen verschoben und alle verfügbaren Ärzte zur Notversorgung bereitgehalten. Drei Stunden nach dem Unglück waren bereits alle 47 Verletzten mit Knochenbrüchen, Prellungen und Schnittverletzungen in Krankenhäusern in Wuppertal, Remscheid und Solingen untergebracht.
Zwei Männer konnten nur noch tot aus dem Wrack geborgen werden; die Leiche einer Frau wurde von der Wupper weggeschwemmt und erst Stunden nach dem Unfall gefunden. Zwei weitere Personen erlagen später ihren Verletzungen. In allen fünf Fällen trat der Tod als Folge der schweren und durch den Absturz der Schwebebahn erlittenen Verletzungen ein.

## Ablauf der Bergungsmaßnahmen
Die betroffenen Gerüstteile und das Schwebebahn-Wrack wurden auf Anordnung der Staatsanwaltschaft zunächst beschlagnahmt. Die Bergung des abgestürzten Schwebebahnzuges wurde am 13. April 1999 vorbereitet und gestaltete sich sehr schwierig. So konnte der bisherige Rettungsweg neben einem Büro- und Wohnhaus nicht als Standort für den erforderlichen 300-Tonnen-Kran genutzt werden, da eine Tiefgarage statische Probleme aufwarf. Am anderen Ufer der Wupper bot sich der Hof der Firma ELBA an, obwohl der direkte Zugang zur Unglücksstelle durch ein Produktionsgebäude versperrt war. Der Kran wurde dort im Laufe des Tages in Position gebracht und ein Bagger in die Wupper gelassen. In Vorbereitung der eigentlichen Bergung musste dann die Stahlkonstruktion der Fernwärmeleitung, auf die die Schwebebahn geprallt war, abgetrennt werden. Zwischenzeitlich wurden mehrere Halogen-Scheinwerfer am Schwebebahngerüst montiert und ein Lichtmastwagen der Polizei in Position gebracht. Bei einsetzender Dunkelheit wurde der Unfallort hell beleuchtet.
Die Arbeiten wurden in der Nacht zum 14. April 1999 weitergeführt. Von dem 22 Tonnen schweren Gelenkzug wurden zunächst drei Fahrgestelle mit einem Gewicht von je ca. 3,5 Tonnen abgeschraubt. Diese Teile wurden im Tagesverlauf von dem Kran über die Werkshallen der Firma ELBA auf einen in der gesperrten Ernststraße abgestellten Sattelschlepper gehoben. Das vierte Fahrgestell, welches bei dem Unglück abgerissen und in die Kabine der Schwebebahn gestürzt war, musste später geborgen werden. Jetzt konnte das erste große hintere Teil des Gelenkzuges gelöst und aus dem Wupperbett gehoben werden. Bis zum Abend wurde auf diese Art und Weise der Schwebebahnzug in drei Teile zerlegt und in eine Halle der Generaloberst-Hoepner-Kaserne auf Lichtscheid transportiert. Das Schienenstück des Schwebebahngerüstes, an dem die verhängnisvolle Kralle befestigt war, wurde am Freitag, 16. April 1999 entfernt und sichergestellt.

## Untersuchungen
Seit November 1997 wurde im Zuge der Renovierungsarbeiten zum 100-jährigen Jubiläum der Schwebebahn (2001) jeweils an Wochenenden die gesamte Tragkonstruktion komplett ausgetauscht. Die an der Leitschiene montierten Stahlkrallen dienten der Stabilität des Gerüstes während dieser Arbeiten. In der Nacht vor dem Unfall wurden Bauarbeiten beendet, bei denen Teile des Gerüstes wenige Pfeiler von der Unglücksstelle entfernt ausgetauscht wurden. Bei den Arbeiten war man so in Verzug geraten, dass erst zehn Minuten vor dem Start der ersten Bahn aus Richtung Vohwinkel die Baustelle geräumt wurde. Dabei war das Bauteil im Gleis vergessen worden.
Der TÜV Rheinland/Berlin-Brandenburg wurde beauftragt, die gesamten Abläufe des Umbaus im Streckenabschnitt Pestalozzistraße/Ohligsmühle vom 9. bis 12. April 1999 vom Beginn bis zur Streckenfreigabe und deren Dokumentation sowie die bestehende Organisation zur Gewährleistung eines sicheren Schwebebahnbetriebs nach Abwicklung wiederkehrender Baumaßnahmen zum abschnittsweisen Austausch des Schwebebahngerüstes zu untersuchen und zu begutachten.
Im nachfolgenden Prozess wurde deutlich, dass der Schwebebahnabsturz nicht durch einen technischen Defekt oder einen Systemfehler, sondern allein aufgrund nachlässiger Abbauarbeiten zum Ende der Bauarbeiten jener Nacht und mangelnder Kontrolle dieser Arbeiten geschehen war. Eine den Unfall verhindernde Probefahrt war weder vorgesehen noch gesetzlich vorgeschrieben.

## Juristische Konsequenzen
In seinem Urteil vom 31. Januar 2002 (4 StR 289/01) wurden die Revisionen der verurteilten Angeklagten vom Bundesgerichtshof im Revisionsverfahren als unbegründet verworfen. Die Freisprüche durch das Landgericht Wuppertal des für das Sicherheitskonzept zuständigen Betriebsleiters teils aus Rechtsgründen, teils aus tatsächlichen Gründen von dem Vorwurf der fahrlässigen Tötung und der fahrlässigen Körperverletzung wurden aufgehoben. Die Angeklagten, die für die bahntechnische Aufsicht bzw. für die Bauüberwachung zuständig waren, ihre Kontrollpflichten jedoch nicht ordnungsgemäß ausübten, wurden vom Landgericht jeweils wegen fahrlässiger Tötung in fünf rechtlich zusammentreffenden Fällen in Tateinheit mit fahrlässiger Körperverletzung in 37 rechtlich zusammentreffenden Fällen zu Bewährungsstrafen verurteilt. Die Sache wurde bezüglich der freigesprochenen Angeklagten an eine andere Kammer des Landgerichts Wuppertal zurückverwiesen. In diesem Verfahren wurde einer der Arbeiter zu einer Bewährungsstrafe von 4 Monaten verurteilt, das Verfahren gegen die 3 anderen Arbeiter gegen eine Geldbuße von 500 Euro eingestellt.
Die Wuppertaler Stadtwerke AG zahlte als Betreiberin der Schwebebahn rund 1,3 Millionen Deutsche Mark Schadensersatz, Schmerzensgeld, Heilbehandlungs- und Beerdigungskosten sowie Kosten für psychotraumatologische Hilfe durch Fachärzte an die Hinterbliebenen und Betroffenen. Die Gesamtkosten, die dem Unternehmen durch das Unglück entstanden, beliefen sich auf weit über acht Millionen Deutsche Mark.

## Technische Konsequenzen
Den von den Mitarbeitern der Wuppertaler Stadtwerke AG-Schwebebahnwerkstatt durchgeführten Reparaturarbeiten waren umfangreiche statische Berechnungen zur Aufstellung von Stützgerüsten und den Auswirkungen des Unfalls auf das Gerüst von externen Ingenieurbüros und Sachverständigen vorausgegangen. Zahlreiche Sicherheitsprüfungen wurden durchgeführt, darunter eine spezielle Inspektion des gesamten Gerüstes einschließlich Stützen und Messfahrten mit den fünf in der Zwischenzeit haupt- und zwischenuntersuchten Gelenkzügen. Umfangreiche Rangierarbeiten in den Endstationen Vohwinkel und Oberbarmen waren erforderlich, um die Züge wieder in Ausfahrtstellung zu bringen.
Mit den vorbereitenden Arbeiten zur Reparatur der beschädigten Gerüstteile an der Unfallstelle wurde am 31. Mai 1999 begonnen, nachdem einige Tage zuvor der für den Austausch der Gerüstteile erforderliche Kran auf dem Gelände der Firma ELBA aufgestellt wurde. Die eigentlichen Reparaturarbeiten mit dem Austausch von rund fünf Metern Schienenträger, Fahrschiene und Stromschiene begannen am Mittag des 2. Juni 1999. Es ist nun gängige Praxis, nach solchen Arbeiten Probefahrten durchzuführen, auch wenn diese weiterhin nicht gesetzlich vorgeschrieben sind. Der Schwebebahnbetrieb wurde am 8. Juni 1999, rund acht Wochen nach dem Unglück, wieder aufgenommen. Der verunglückte Wagen 4 wurde nach Beendigung der Ermittlungen verschrottet und nicht ersetzt.

## Sonstiges

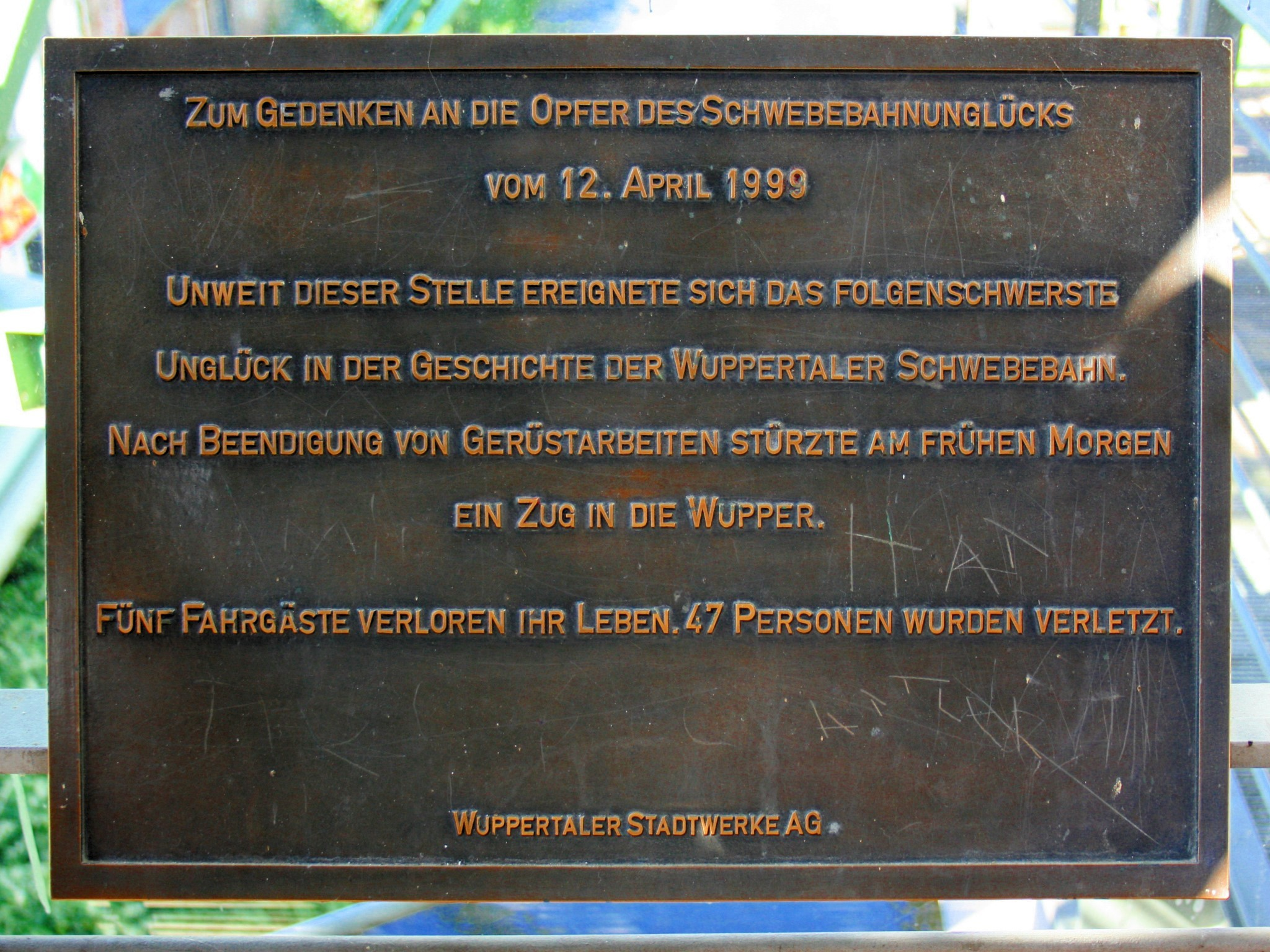
Die Gedenktafel

Am 12. April 2000 enthüllten Wuppertals Oberbürgermeister Hans Kremendahl und der Vorstandsvorsitzende der Wuppertaler Stadtwerke AG Rolf Krumsiek in der Nähe der Unfallstelle gelegenen Schwebebahnstation Robert-Daum-Platz eine Gedenktafel zur Erinnerung an die Opfer.

### Urteile
- Landgericht Wuppertal, Az.: 21 KLs 411 Js 533/99 - 2/00 - (erstinstanzliches Urteil, Webarchiv)
- juris.bundesgerichtshof.de, Bundesgerichtshof: Urteil des 4. Strafsenats vom 31. Januar 2002 – 4 StR 417/01